# Brilliance H230
La Brilliance H230 est un modèle de berline produite par le constructeur automobile chinois Brilliance Auto. La H230 a fait ses débuts au salon de l'automobile de Pékin de 2012 et a été lancée sur le marché en août 2012, tandis que la version à hayon Brilliance H220 a été lancée au salon de l'automobile de Shanghai de 2013 et a été mise sur le marché automobile chinois au second semestre de 2013,.

## Brilliance H230 et H230EV
La berline Brilliance H230 a été lancée sur le marché automobile chinois en août 2012 en tant que base de la berline H220 et de la berline H230EV révélée plus tard. La berline H230EV est la version électrique de la berline sous-compacte H230.

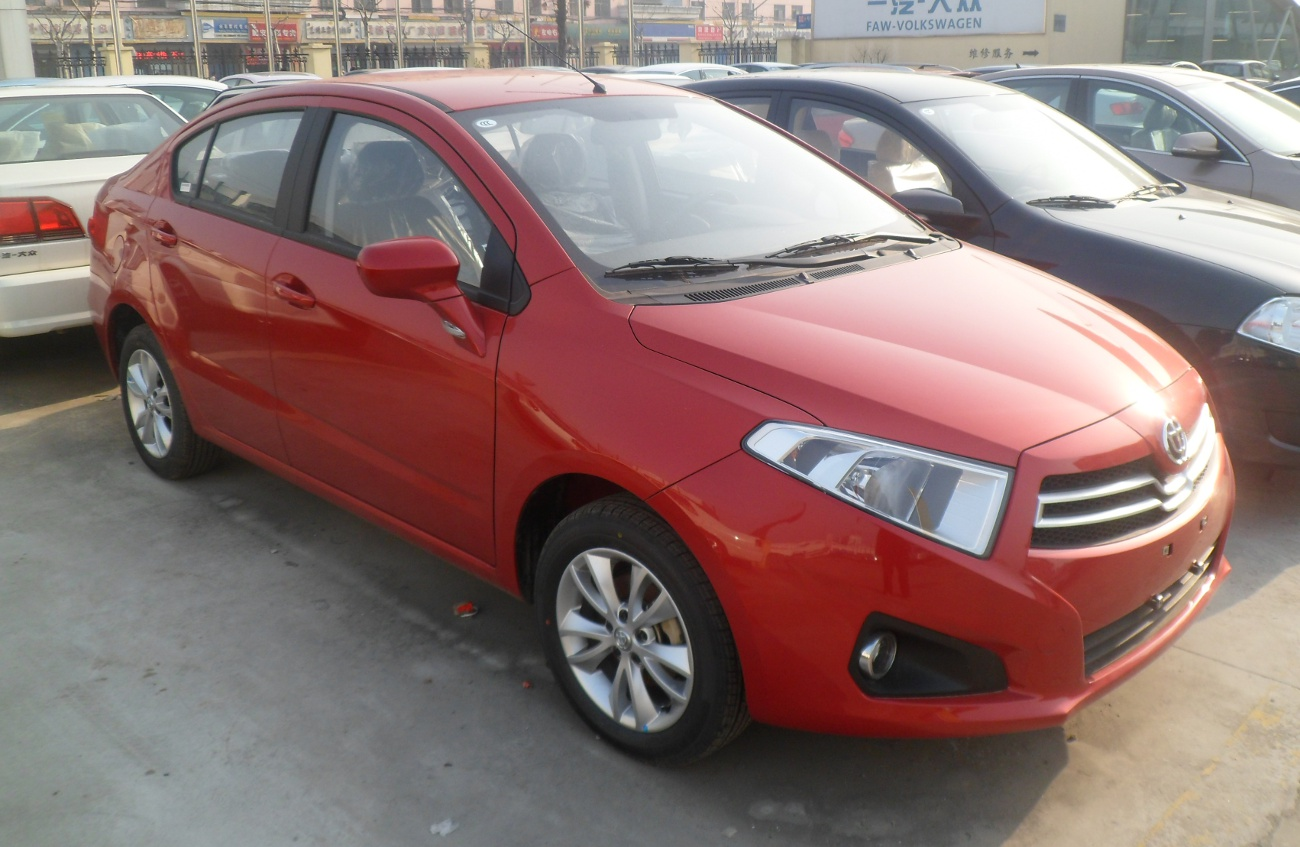
Brilliance H230 vue avant
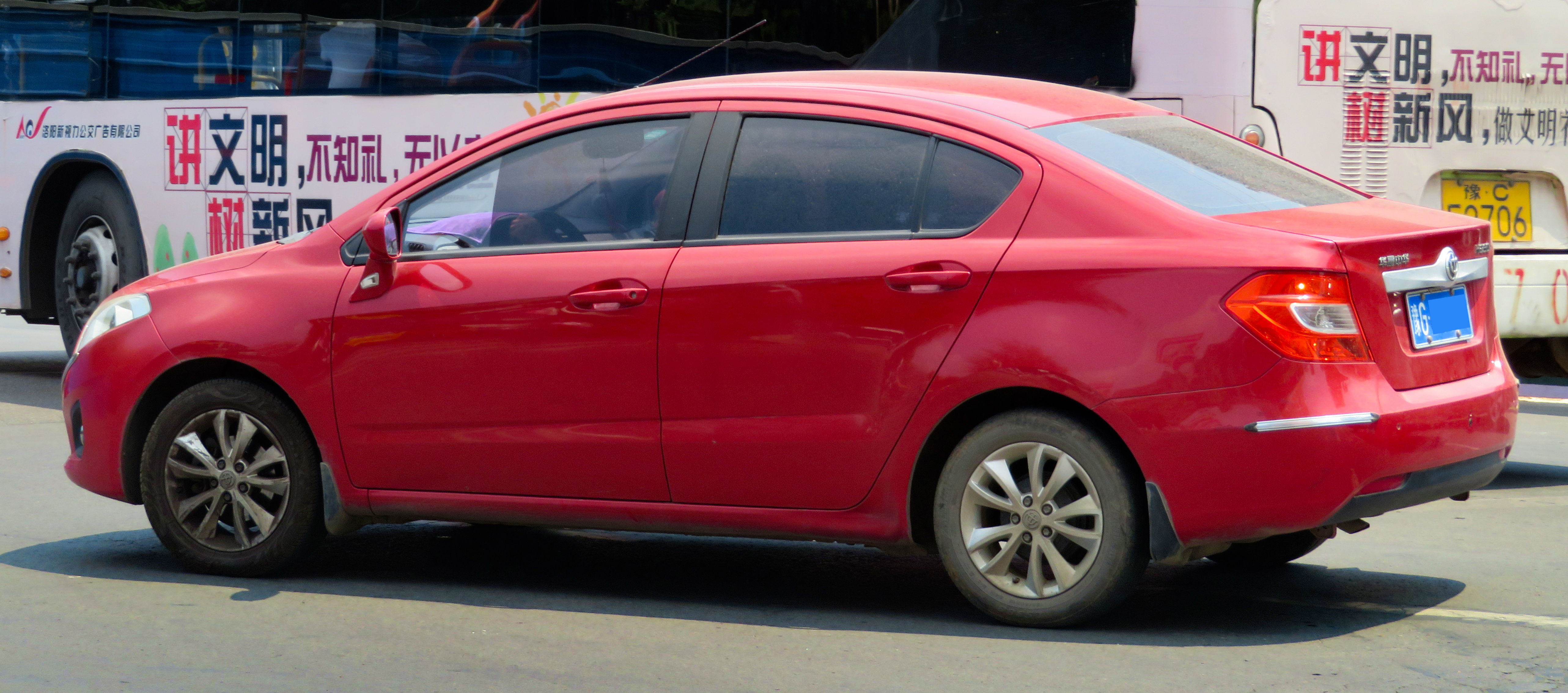
Brilliance H230 vue arrière

## Brilliance H220
La berline Brilliance H220 a été lancée sur le marché automobile chinois en novembre 2013. Les prix commencent de 54 800 à 67 800 yuans,.

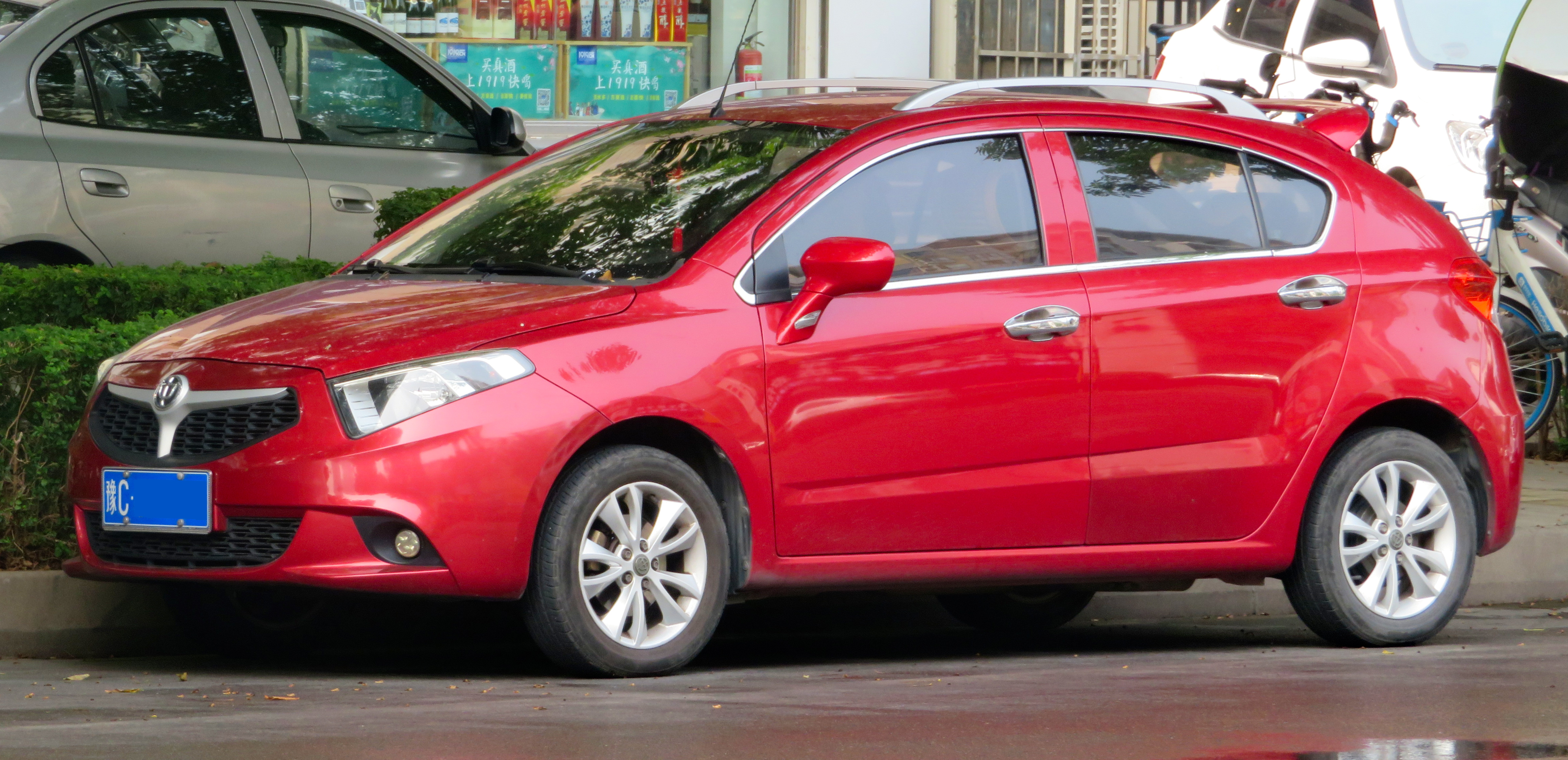
Brilliance H220 vue avant
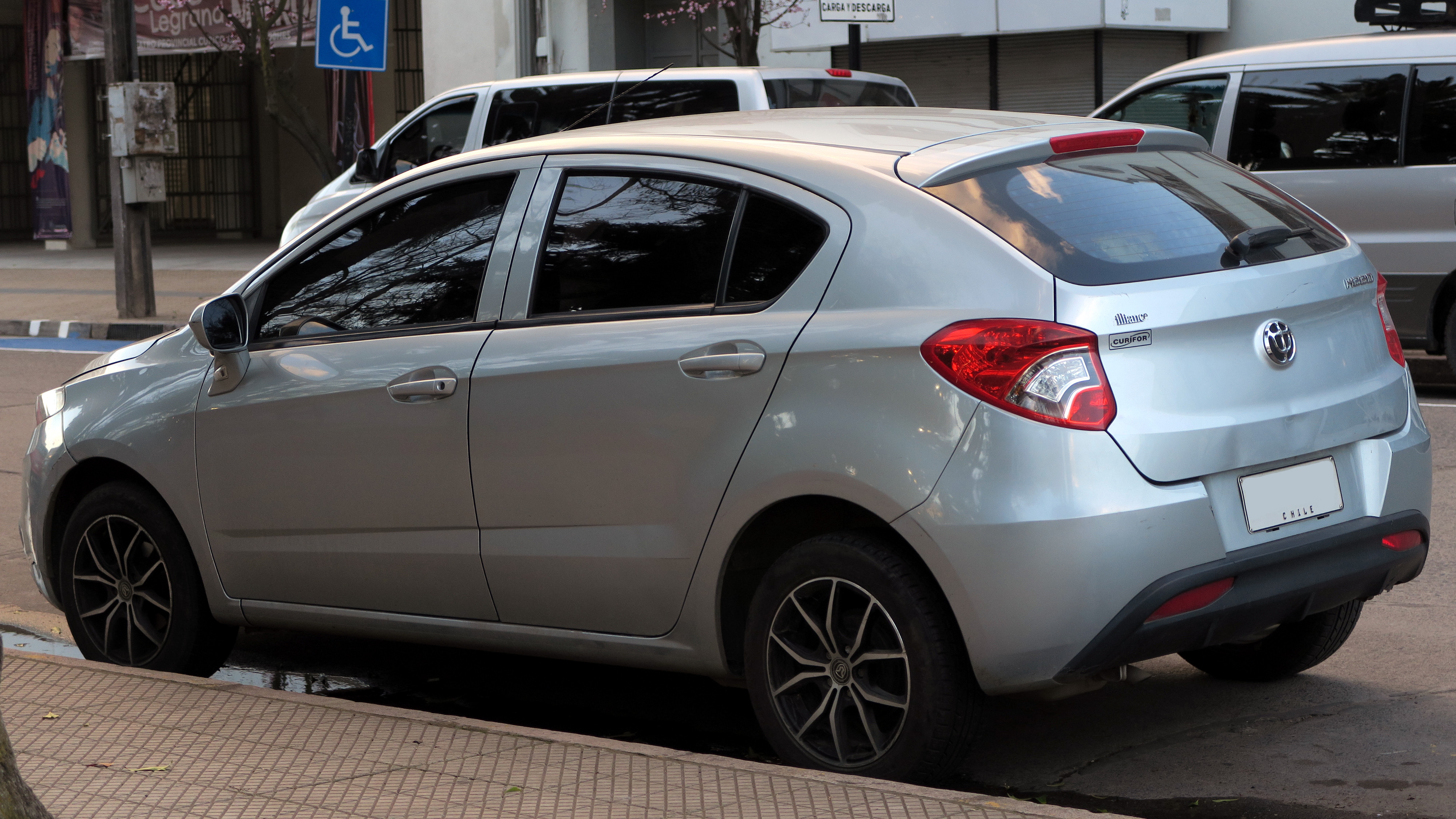
Brilliance H220 vue arrière